# Takasagovolva
Takasagovolva là một chi ốc biển, là động vật thân mềm chân bụng sống ở biển thuộc họ Ovulidae.

## Các loài
Các loài thuộc chi Takasagovolva bao gồm:
- Takasagovolva gigantea Azuma, 1974[2]
- Takasagovolva honkakujiana (Kuroda, 1928)[3]